# داروينية كمومية
الداروينية الكمومية (بالإنجليزية: Quantum Darwinism)‏ هي نظرية حديثة تقترح أن عالمنا الكلاسيكي تطور من العالم الكمومي عبر عملية الانتخاب الطبيعي الدارويني والذي تم بتفاعل البيئة مع النظام الكمي حيث تتنافس العديد من الحالات الكمومية للحصول على حالة مؤشرة مستقرة.
اقترح هذه النظرية في 2003 ووجشيش زوريك ومجموعة من المتعاونين منهم اوليفر وباولين وباز وبلوم. اظهرت دراسة في 2010 ما يبدو انه دليل داعم لنظرية الداروينية الكمية وتطور حالات مؤشرة من حالات كمية قد تصبح مستقرة."
مع ذلك تعرض الدليل المزعوم للنقد من قبل البعض.
بينت دراسة 2019 أن ثلاث تجارب حتى الآن اثبتت نجاحها مع الداروينية الكمية.